# Monterrey Open 2025 - Doppio
Il doppio femminile del torneo di tennis professionistico Monterrey Open 2025, facente parte della categoria WTA 500 nell'ambito del WTA Tour 2025, si gioca dal 18 al 23 agosto 2025 a Monterrey, in Messico.
Guo Hanyu e Monica Niculescu erano le campionesse in carica, ma entrambe hanno scelto di partecipare con compagne diverse. Guo fa coppia con Aleksandra Panova, mentre Niculescu fa coppia con Oksana Kalašnikova.

## Teste di serie
1. Gabriela Dabrowski /  Erin Routliffe
2. Ljudmyla Kičenok /  Ellen Perez

1. Guo Hanyu /  Aleksandra Panova
2. Cristina Bucșa /  Nicole Melichar-Martinez

## Wildcard
1. Julia García Ruiz /  Victoria Rodríguez (primo turno)

## Tabellone

### Legenda
| - Q = Qualificato - WC = Wild card - LL = Lucky loser | - ALT = Alternate - SE = Special Exempt - PR = Protected Ranking | - w/o = Walkover - r = Ritirato - d = Squalificato |

|  | Primo turno | Primo turno                    | Primo turno                    | Primo turno                    | Primo turno                    |  |  | Quarti di finale | Quarti di finale                              | Quarti di finale                              | Quarti di finale                              | Quarti di finale                              |  |  | Semifinali | Semifinali | Semifinali | Semifinali | Semifinali |  |  | Finale | Finale | Finale | Finale | Finale |  |
|  |             |                                |                                |                                |                                |  |  |                  |                                               |                                               |                                               |                                               |  |  |            |            |            |            |            |  |  |        |        |        |        |        |  |
|  | 1           | G Dabrowski E Routliffe        | G Dabrowski E Routliffe        | G Dabrowski E Routliffe        | G Dabrowski E Routliffe        |  |  |                  |                                               |                                               |                                               |                                               |  |  |            |            |            |            |            |  |  |        |        |        |        |        |  |
|  |             | I Chromačëva K Rachimova       |                                |                                |                                |  |  |                  |                                               |                                               |                                               |                                               |  |  |            |            |            |            |            |  |  |        |        |        |        |        |  |
|  |             | L Nosková R Šramková           | 6                              | 2                              | [10]                           |  |  |                  | L Nosková R Šramková                          | L Nosková R Šramková                          | L Nosková R Šramková                          | L Nosková R Šramková                          |  |  |            |            |            |            |            |  |  |        |        |        |        |        |  |
|  |             | T Mihalíková G Olmos           | 4                              | 6                              | [6]                            |  |  |                  |                                               |                                               |                                               |                                               |  |  |            |            |            |            |            |  |  |        |        |        |        |        |  |
|  | 3           | H Guo A Panova                 | H Guo A Panova                 | H Guo A Panova                 | H Guo A Panova                 |  |  |                  |                                               |                                               |                                               |                                               |  |  |            |            |            |            |            |  |  |        |        |        |        |        |  |
|  |             | N Kičenok A Sutjiadi           |                                |                                |                                |  |  |                  |                                               |                                               |                                               |                                               |  |  |            |            |            |            |            |  |  |        |        |        |        |        |  |
|  |             | M Katō R Zarazúa               |                                |                                |                                |  |  |                  |                                               |                                               |                                               |                                               |  |  |            |            |            |            |            |  |  |        |        |        |        |        |  |
|  |             | M Kempen A Sisková             |                                |                                |                                |  |  |                  |                                               |                                               |                                               |                                               |  |  |            |            |            |            |            |  |  |        |        |        |        |        |  |
|  |             | A Bondár K Piter               |                                |                                |                                |  |  |                  |                                               |                                               |                                               |                                               |  |  |            |            |            |            |            |  |  |        |        |        |        |        |  |
|  |             | O Kalašnikova M Niculescu      |                                |                                |                                |  |  |                  |                                               |                                               |                                               |                                               |  |  |            |            |            |            |            |  |  |        |        |        |        |        |  |
|  |             | J Bouzas Maneiro E Cocciaretto | J Bouzas Maneiro E Cocciaretto | J Bouzas Maneiro E Cocciaretto | J Bouzas Maneiro E Cocciaretto |  |  |                  | Spagna (bandiera) · non conosciuta (bandiera) | Spagna (bandiera) · non conosciuta (bandiera) | Spagna (bandiera) · non conosciuta (bandiera) | Spagna (bandiera) · non conosciuta (bandiera) |  |  |            |            |            |            |            |  |  |        |        |        |        |        |  |
|  | 4           | C Bucșa N Melichar-Martinez    | C Bucșa N Melichar-Martinez    | C Bucșa N Melichar-Martinez    | C Bucșa N Melichar-Martinez    |  |  |                  |                                               |                                               |                                               |                                               |  |  |            |            |            |            |            |  |  |        |        |        |        |        |  |
|  |             | L Jeanjean M Kozyreva          | 4                              | 6                              | [10]                           |  |  |                  |                                               |                                               |                                               |                                               |  |  |            |            |            |            |            |  |  |        |        |        |        |        |  |
|  | WC          | J García Ruiz V Rodríguez      | 6                              | 4                              | [4]                            |  |  |                  | L Jeanjean M Kozyreva                         | L Jeanjean M Kozyreva                         | L Jeanjean M Kozyreva                         | L Jeanjean M Kozyreva                         |  |  |            |            |            |            |            |  |  |        |        |        |        |        |  |
|  |             | Q Gleason I Martins            |                                |                                |                                |  |  |                  |                                               |                                               |                                               |                                               |  |  |            |            |            |            |            |  |  |        |        |        |        |        |  |
|  | 2           | L Kičenok E Perez              | L Kičenok E Perez              | L Kičenok E Perez              | L Kičenok E Perez              |  |  |                  |                                               |                                               |                                               |                                               |  |  |            |            |            |            |            |  |  |        |        |        |        |        |  |